# Роги (Греция)
Роги (греч. Ρωγοί, Καστρόπολης των Ρωγών) — византийский кастрон в Эпире, Греция, недалеко от деревни Неа Керассус и города Превеза. Руинированная крепость расположена на небольшом холме на северном берегу реки Лурос.
Для строительства крепости использовались материалы акрополя существовавшего до I века до н. э. города Вухетион. Две поперечные стены, башни «E» и «H» и северные ворота крепости относят к средневековому периоду. У башни «H» греческий археолог Сотириос Дакарис в 1979 году выявил четыре этапа строительства в византийскую эпоху, но в настоящее время оползни и разросшаяся растительность не позволяют провести повторные исследования. В западной части комплекса находилась церковь, восстановленная в 1669—1687 годах и освящённая в честь Панагии. В развалинах другой церкви сохранились фрески. В ходе археологического обследования, проведённого в рамках «Nikopolis project» Греческой археологической службой и Бостонским университетом было показано, что вокруг крепости располагались небольшие средневековые поселения. Большая концентрация находок обнаружена за юго-восточными воротами. Тогда же было показано, что территория замка в древности находилась на острове, что позволило её отождествить с местностью, упомянутой в «Географии» Страбона «Недалеко от Кихира находится городок кассопеев Бухетий».
Согласно A Greek–English Lexicon, слово Ρωγος на диалекте сицилийских греков означало «амбар», в сохном значении оно употребляется современным населением Эпира. В исторических источниках Роги упоминается с IX века как резиденция епископа, относившегося к Навпактской и Агиовласийской епархии. В 1140 году крепости посетил Кириак Анконский, обнаруживший в кафедральном соборе мощи святого Луки. Согласно сербским источникам XV века, реликвии были перенесены из Константинополя после одной из осад столицы империи.